# Bistum Daloa
Das Bistum Daloa (lat.: Dioecesis Daloaensis) ist ein römisch-katholisches Bistum mit Sitz in Daloa an der Elfenbeinküste. Es umfasst die Regionen Haut-Sassandra und Marahoué.

## Geschichte
Papst Pius XII. gründete mit der Bulle Quo intra das Apostolische Vikariat Sassandra am 9. April 1940 aus Gebietsabtretungen des Apostolischen Vikariats Elfenbeinküste. 
Mit der Apostolischen Konstitution Dum tantis wurde es am 14. September 1955 zum Bistum erhoben und dem Erzbistum Abidjan als Suffraganbistum unterstellt. 
Teile seines Territoriums verlor es zugunsten der Errichtung folgender Bistümer:
- 25. Juni 1956 an das Bistum Gagnoa;
- 8. Juni 1968 an das Bistum Man;
- 19. Dezember 1994 an das Bistum Odienné.

## Ordinarien

### Apostolischer Vikar von Sassandra
- Alphonse Charles Kirmann SMA (9. April 1940–18. Februar 1955)

### Bischöfe von Daloa
- Jean Marie Etrillard SMA (29. Februar 1956–4. Juli 1956, dann Bischof von Gagnoa)
- Pierre-Eugène Rouanet SMA (4. Juli 1956–20. November 1975)
- Pierre-Marie Coty (20. November 1975–22. März 2005)
- Maurice Konan Kouassi (22. März 2005–25. April 2018)
- Marcellin Yao Kouadio (seit 25. April 2018)

## Statistik
| Jahr | Bevölkerung | Bevölkerung | Bevölkerung | Priester   | Priester           | Priester         | Priester               | Ständige Diakone | Ordensleute | Ordensleute | Pfarreien |
| Jahr | Katholiken  | Einwohner   | %           | Gesamtzahl | Diözesan- priester | Ordens- priester | Katholiken je Priester | Ständige Diakone | männlich    | weiblich    | Pfarreien |
| ---- | ----------- | ----------- | ----------- | ---------- | ------------------ | ---------------- | ---------------------- | ---------------- | ----------- | ----------- | --------- |
| 1950 | 23.047      | 700.000     | 3,3         | 32         | 32                 |                  | 720                    |                  |             | 13          | 16        |
| 1970 | 7.692       | 520.000     | 1,5         | 22         |                    | 22               | 349                    |                  | 22          | 37          |           |
| 1980 | 18.979      | 832.000     | 2,3         | 26         | 5                  | 21               | 729                    |                  | 24          | 36          | 12        |
| 1990 | 25.500      | 1.203.000   | 2,1         | 23         | 9                  | 14               | 1.108                  |                  | 21          | 46          | 13        |
| 1999 | 35.500      | 1.115.000   | 3,2         | 40         | 24                 | 16               | 887                    | 1                | 23          | 53          | 13        |
| 2000 | 37.000      | 1.200.000   | 3,1         | 39         | 24                 | 15               | 948                    | 1                | 21          | 53          | 13        |
| 2001 | 36.500      | 1.193.000   | 3,1         | 41         | 26                 | 15               | 890                    | 1                | 23          | 48          | 13        |
| 2003 | 38.000      | 1.200.000   | 3,2         | 49         | 34                 | 15               | 775                    | 1                | 23          | 37          | 14        |
| 2004 | 38.000      | 1.196.000   | 3,2         | 43         | 31                 | 12               | 883                    | 1                | 18          | 34          | 14        |
| 2006 | 38.000      | 1.196.000   | 3,2         | 47         | 35                 | 12               | 808                    | 1                | 18          | 34          | 14        |
| 2013 | 220.000     | 1.541.000   |             |            |                    |                  |                        | 1                |             |             | 18        |
| 2016 | 264.000     | 1.658.000   |             |            |                    |                  |                        | 3                |             |             | 23        |
| 2019 | 284.730     | 1.790.465   |             |            |                    |                  |                        | 2                |             |             | 40        |
| 2021 | 254.000     | 2.563.000   |             |            |                    |                  |                        | 2                |             |             | 42        |